# Punchしたっていいんだよ
「Punchしたっていいんだよ」は、はんにゃ、フルーツポンチの2枚目のシングルである。2010年8月25日発売。発売元はコロムビアミュージックエンタテインメント。

## 収録曲

### CD
1. Punchしたっていいんだよ ／ オンナラブリー(4:13) 
作詞：オークラ／作曲・編曲：坂本秀一
2. なんてフワフワなんだJAPAN ／ はんにゃとフルーツポンチ(2:45)
作詞：オークラ／作曲・編曲：坂本秀一
3. だるだるダーリン ／ ダルさんとメイと村上健志(2:59)
作詞：オークラ／作曲・編曲：坂本秀一
4. Punchしたっていいんだよ（オリジナルカラオケ）(4:13)
5. なんてフワフワなんだJAPAN（オリジナルカラオケ）(2:45)
6. だるだるダーリン（オリジナルカラオケ）(2:59)

### DVD
1. Punchしたっていいんだよ (ミュージックビデオ) (テレビ未公開フルサイズ)
2. だるだるダーリン (ミュージックビデオ) (テレビ未公開フルサイズ)
3. なんてフワフワなんだJAPAN (ミュージックビデオ) (はんにゃ・フルポンといっしょバージョン)
4. なんてフワフワなんだJAPAN (ミュージックビデオ) (チームフワフワバージョン)
5. ピラメキたいそう (フォークバージョン ミュージックビデオ)
6. ピラメキロック (はんにゃ・フルポン全員集合バージョン ミュージックビデオ)
7. さとプーのPunchしたっていいんだよ 特別講座
8. ダルさんとメイちゃん ～運命の出会い～
9. ピラメキッドOPビデオ